# Тіньйосільйос
Тіньйосільйос (ісп. Tiñosillos) — муніципалітет в Іспанії, у складі автономної спільноти Кастилія-і-Леон, у провінції Авіла. Населення — 841 особа (2010).
Муніципалітет розташований на відстані близько 100 км на північний захід від Мадрида, 30 км на північ від Авіли.

## Демографія
Динаміка населення (INE ):